# Генеральная ассамблея пресвитерианской церкви
Генеральная ассамблея (англ. General Assembly) — в пресвитерианской церкви, высший орган церковной администрации и судебной власти. В состав генеральной ассамблеи входят делегаты, избираемые региональными синодами и/или пресвитериями, в том числе и светские лица. Генеральная ассамблея каждой из пресвитерианских церквей мира обладает правом законотворчества в религиозных вопросах и определяет общие направления развития данной церкви.
Коллегиальный принцип управления пресвитерианской церкви отличает её от епископальных религиозных организаций (например, католическая, православная, лютеранская и англиканская церкви) (подробнее см. Пресвитерианская система церковного управления).

## История
Генеральная ассамблея ведёт своё происхождение со времен протестантской революции в Шотландии, когда в 1560 г. собрались представители протестантского духовенства, которые утвердили символ веры и «Дисциплинарный устав» шотландской пресвитерианской церкви. В период правления католички Марии Стюарт генеральная ассамблея стала высшим органом церковной власти, определяющим пути развития протестантства в Шотландии. В её состав вошли, наряду с епископами, суперинтендантами и представителями приходского духовенства, протестантские бароны и делегаты графств и королевских городов, что сблизило ассамблею с парламентом.
В конце XVI века развернулась борьба между королём Яковом VI, стремящимся подчинить генеральную ассамблею королевской власти, и пресвитерианскими лидерами во главе с Эндрю Мелвиллом, настаивающими на исключении из ассамблеи светских лиц и превращении её в верховный орган государственной власти, неподотчётный королю. В этой борьбе ни той, ни другой стороне не удалось одержать полную победу, и хотя король получил возможность влиять на работу генеральной ассамблеи (в 1610 г. королю удалось добиться от ассамблеи восстановления епископата), в целом она осталась в религиозных вопросах достаточно свободной от диктата королевской власти. В результате с 1618 г. до 1638 г. короли Шотландии не созывали генеральную ассамблею.
В период ковенантского движения и гражданских войн середины XVII века генеральная ассамблея стала одним из центральных органов государственной администрации Шотландии и получила возможность определять политику страны. После завоевания страны Оливером Кромвелем, в 1653 г. генеральная ассамблея была распущена. Её восстановление как высшего органа церковной администрации Шотландии произошло только после Славной революции 1688 г.
По мере распространения пресвитерианской религии в других странах (Англия, Ирландия, Канада, США, Австралия и т. п.), а также в результате расколов пресвитерианской церкви, генеральные ассамблеи были созданы в каждой из новообразованных пресвитерианских церковных организациях.

## Организация
Современные генеральные ассамблеи пресвитерианских церквей собираются, обычно, ежегодно. Право быть избранным делегатом ассамблеи имеют пасторы (министериалы), дьяконы и пресвитеры (авторитетные светские лица, входящие в состав приходских церковных советов и региональных пресвитериев). Депутатами генеральных ассамблей также являются ряд должностных лиц и, иногда, представители молодёжных церковных организаций. Приходские церкви также имеют право направлять своих представителей для участия в работе генеральных ассамблей (обычно, раз в четыре года).
В период между созывами генеральных ассамблей текущие вопросы управления церковью решаются избираемыми и подотчётными ассамблее комитетами и комиссиями по различным сферам церковной администрации.
Для осуществления процедурных вопросов генеральная ассамблея избирает своего председателя (модератора). В Шотландии, Англии, Северной Ирландии и Уэльсе в состав генеральных ассамблей входит также специальный представитель королевы Великобритании (лорд-комиссар), который однако не имеет права голоса.

## Полномочия
Генеральной ассамблее принадлежит исключительное право издания законов в сфере церковного права, догматов и обрядов пресвитерианской церкви. Помимо это на ассамблеях обсуждаются вопросы, затрагивающие интересы церкви и общества. Генеральная ассамблея также является верховным органом судебной власти пресвитерианской церкви. Для осуществления судебных полномочий из состава ассамблеи избираются специальные трибуналы или судебные комиссии.